# بولیو
بیولی، اندر (به فرانسوی: Beaulieu) یک کمون در فرانسه است که در اندر واقع شده‌است. بیولی ۷٫۴۸ کیلومتر مربع مساحت و ۷۶ نفر جمعیت دارد و ۲۲۶ متر بالاتر از سطح دریا واقع شده‌است.